# Bonnie Bedelia
Bonnie Bedelia (născută Bonnie Bedelia Culkin), (n. 25 martie 1948, New York NYC) este o actriță americană.

## Date biografice
Bedelia provine dintr-o familie de actori, deja la vârsta de 9 ani a apărut pe scena teatrului Playhouse din North Jersey. A absolvit școala de balet din  New York și a studiat actoria la școala superioară Hunter College. În anul 1961 poate fi văzută în filmul siropos Love of Life. Între anii 1962 - 1966 a jucat diferite roluri în Broadway, ulterior a jucat în serialele Bonanza și Hawkins. După divorțul, din anul 1980, se dedică carierei de actriță. În anul 1983 este distinsă cu premiul Globul de Aur, iar pentru premiul Emmy este nominalizată de două ori. Din anul 1995 este căsătorită cu actorul  Michael McRae. Are doi copii cu Kenneth Luber (1969-1980) din prima ei căsătorie.

## Filmografie

### Film
| Anul | Titlu                                                          | Rol                   | Note             |
| ---- | -------------------------------------------------------------- | --------------------- | ---------------- |
| 1969 | The Gypsy Moths                                                | Annie Burke           |                  |
| 1969 | Și caii se împușcă, nu-i așa? (They Shoot Horses, Don't They?) | Ruby                  |                  |
| 1970 | Lovers and Other Strangers                                     | Susan Henderson       |                  |
| 1972 | In Pursuit of Treasure                                         |                       |                  |
| 1972 | The Strange Vengeance of Rosalie                               | Rosalie               |                  |
| 1973 | Between Friends                                                | Ellie                 |                  |
| 1978 | The Big Fix                                                    | Suzanne               |                  |
| 1983 | Heart Like a Wheel                                             | Shirley Muldowney     |                  |
| 1986 | Death of an Angel                                              | Grace                 |                  |
| 1986 | Violetele sunt albastre (Violets Are Blue)                     | Ruth Squires          |                  |
| 1986 | Băiatul care poate zbura (The Boy Who Could Fly)               | Charlene              |                  |
| 1987 | Like Father Like Son                                           | Lady with Gum in Hair | Cameo appearance |
| 1987 | The Stranger                                                   | Alice Kildee          |                  |
| 1988 | The Prince of Pennsylvania                                     | Pam Marshetta         |                  |
| 1988 | Greu de ucis (Die Hard)                                        | Holly Gennaro McClane |                  |
| 1989 | Fat Man and Little Boy                                         | Kitty Oppenheimer     |                  |
| 1990 | Greu de ucis 2 (Die Hard 2)                                    | Holly McClane         |                  |
| 1990 | Presumed Innocent                                              | Barbara Sabich        |                  |
| 1993 | Suflete de vânzare (Needful Things)                            | Polly Chalmers        |                  |
| 1994 | Speechless                                                     | Annette               |                  |
| 1994 | Judicial Consent                                               | Gwen Warwick          |                  |
| 1997 | Bad Manners                                                    | Nancy Westlund        |                  |
| 1999 | Gloria                                                         | Brenda                |                  |
| 1999 | Anywhere But Here                                              | Carol                 |                  |
| 2000 | Sordid Lives                                                   | Latrelle Williamson   |                  |
| 2003 | Manhood                                                        | Alice                 |                  |
| 2005 | Berkeley                                                       | Hawkins               |                  |
| 2013 | Munchausen                                                     | Mother                | Short film       |

### Televiziune
| Anul         | Titlu                                        | Rol                             | Note                                   |
| ------------ | -------------------------------------------- | ------------------------------- | -------------------------------------- |
| 1958         | The Nutcracker                               | Clara                           | Playhouse 90                           |
| 1961-1967    | Love of Life                                 | Sandy Porter                    | Series regular                         |
| 1964         | East Side/West Side                          | Linda Stuart                    | Episode: "The $5.98 Dress"             |
| 1968         | Judd for the Defense                         | Ellie                           | Episode: "The Death Farm"              |
| 1968         | The High Chaparral                           | Tina Granger                    | Episode: "The Deceivers"               |
| 1969         | Then Came Bronson                            | Temple Brooks                   | Episode: "Pilot"                       |
| 1969, 1972   | Bonanza                                      | Alice Harper / Laurie Mansfield | Episodes: "The Unwanted" and "Forever" |
| 1972         | Sandcastles                                  | Jenna Hampshire                 | TV Movie                               |
| 1973         | A Time for Love                              | Kitty                           | TV Movie                               |
| 1973         | Message to My Daughter                       | Janet Thatcher                  | TV Movie                               |
| 1974         | Heat Wave!                                   | Laura Taylor                    | TV Movie                               |
| 1974         | The New Land                                 | Anna Larsen                     | Series regular, 6 episodes             |
| 1978         | A Question of Love                           | Joan Saltzman                   | TV Movie                               |
| 1979         | Walking Through the Fire                     | Dr. Rand                        | TV Movie                               |
| 1979         | Salem's Lot                                  | Susan Norton                    | TV miniseries                          |
| 1980         | Tourist                                      | Mandy Burke                     | TV Movie                               |
| 1982         | Fighting Back                                | Aleta                           | TV Movie                               |
| 1982         | Million Dollar Infield                       | Marcia Miller                   | TV Movie                               |
| 1983         | Memorial Day                                 | Cass                            | TV Movie                               |
| 1985         | The Lady from Yesterday                      | Janet Weston                    | TV Movie                               |
| 1986         | Alex: The Life of a Child                    | Carole Deford                   | TV Movie                               |
| 1987         | When the Time Comes                          | Liddy Travis                    | TV Movie                               |
| 1990         | Somebody Has to Shoot the Picture            | Hannah McGrath                  | TV Movie                               |
| 1991         | Switched at Birth                            | Regina Twigg                    | TV Movie                               |
| 1992         | A Mother's Right: The Elizabeth Morgan Story | Elizabeth Morgan                | TV Movie                               |
| 1993         | Fallen Angels                                | Sally Creighton                 | Episode: "The Quiet Room"              |
| 1993         | The Fire Next Time                           | Suzanne Morgan                  | TV Movie                               |
| 1995         | Legacy of Sin: The William Coit Story        | Jill Coit                       | TV Movie                               |
| 1995         | Shadow of a Doubt                            | Robin Harwell                   | TV Movie                               |
| 1996         | Homecoming                                   | Eunice Logan                    | TV Movie                               |
| 1996         | A Season in Purgatory                        | Valerie Sabbath                 | TV miniseries                          |
| 1996         | Her Costly Affair                            | Dr. Diane Weston                | TV Movie                               |
| 1997         | Any Mother's Son                             | Dorothy Hajdys                  | TV Movie                               |
| 1998         | To Live Again                                | Iris Sayer                      | TV Movie                               |
| 1999         | Locked in Silence                            | Lydia                           | TV Movie                               |
| 2000         | Flowers for Algernon                         | Rose                            | TV Movie                               |
| 2000         | Picnic                                       | Flo Owens                       | TV Movie                               |
| 2001-2004    | The Division                                 | Capt. Kate McCafferty           | Series regular, 88 episodes            |
| 2007         | Big Love                                     | Virginia Ginger Heffman         | Episode: "Good Guys and Bad Guys"      |
| 2008         | CSI: Crime Scene Investigation               | DDA Madeline Klein              | Episode: "Grissom's Divine Comedy"     |
| 2008         | Sordid Lives: The Series                     | Latrelle Williamson             | Series regular, 12 episodes            |
| 2010–present | Parenthood                                   | Camille Braverman               | Series regular                         |